# Escudo del Imperio centroafricano
El escudo de armas del Imperio centroafricano consiste de un escudo en el centro, con dos banderas en sus bordes, y con un sol naciente sobre el escudo, con un águila imperial en el centro. Con la corona imperial de Bokassa I, debajo y por encima del escudo, hay banderas, y también hay una medalla situada por debajo del escudo.

## Simbolismo
Zo Kwe Zo, el lema de la izquierda, significa "Todas las personas son personas" en Sango. Zo A Yeke Zo, es el lema de la derecha y significa Una persona también es una persona.
El elefante y el árbol baobab representan la naturaleza y la columna vertebral del país. La estrella dorada en el mapa de África simboliza la posición del Imperio Centroafricano. La mano (esquina inferior derecha) era el símbolo del partido dominante en 1963 cuando las armas originales fueron adoptadas. La esquina inferior izquierda tiene tres diamantes, esto simboliza los recursos minerales del país.
La medalla debajo del escudo es la decoración honorífica de la Orden del Mérito Centroafricano.
- Datos: Q21531592